# Ina Brandes
Ina Brandes (ur. 29 września 1977 w Dortmundzie) – niemiecka polityk i politolog, działaczka Unii Chrześcijańsko-Demokratycznej (CDU), minister w rządach Nadrenii Północnej-Westfalii.

## Życiorys
W latach 1997–2004 studiowała nauki polityczne, historię oraz filologię angielską w Getyndze i Rzymie, uzyskując tytuł Magistra Artium. Następnie, w latach 2004–2005, była zatrudniona jako pracowniczka naukowa w Instytucie Nauk Politycznych w Getyndze. W 2005 roku pracowała jako referentka w frakcji CDU w Landtagu Dolnej Saksonii, obsługując komisję ds. demograficznych.
Od 2006 do 2021 roku była związana z przedsiębiorstwami Grontmij GmbH i później Sweco GmbH, pełniąc od 2011 do 2020 roku funkcję rzecznika zarządu. Była także członkinią rady doradczej House of Logistics and Mobility we Frankfurcie nad Menem (2012–2020) oraz członkinią rady nadzorczej GOPA Group w Bad Homburg (2021).
Jest członkinią CDU, a w latach 2006–2011 zasiadała w radzie powiatu Holzminden. Od 2021 do 2022 roku sprawowała urząd ministra transportu Nadrenii Północnej-Westfalii. 29 czerwca 2022 roku objęła funkcję ministra kultury i nauki tego kraju związkowego. Od 28 października 2021 roku jest zastępczym członkiem Bundesratu.